# Desmodus draculae
Вампір дракули (Desmodus draculae) — вид родини листконосові (Phyllostomidae), ссавець ряду лиликоподібні (Vespertilioniformes, seu Chiroptera).
Скелетні залишки гігантського (на 30 % більшого ніж D. rotundus) D. draculae були відкриті в печерах у північній Венесуелі та південно-східній Бразилії.